# Géza Tóth
Géza Tóth, madžarski rokometaš, * 1962, † 2004.
Leta 1988 je na poletnih olimpijskih igrah v Seulu v sestavi madžarske rokometne reprezentance osvojil 4. mesto.